# Ali Nassar
Ali Nassar   (Arraba, 11 de setembre de 1954)(àrab: علي نصار, ʿAlī Naṣṣār; hebreu: עלי נסאר‎) és un director de cinema àrab-israelià. Nassar va néixer a la Galilea, al poble d'Arraba, i es va graduar a la Universitat de Moscou el 1981 amb una llicenciatura en cinema. Tornant a Haifa, va fundar un grup de teatre i també va treballar com a fotògraf per a un diari.

## Filmografia
- (1993): The Babysitter
- (1997): The Milky Way[2][3]
- (2002): In the 9th Month
- (2008): Whispering Embers
- (2015): Lechudim Betoch HaReshet